# Batalla de Curlew Pass
La Batalla de Curlew Pass tuvo lugar el 15 de agosto de 1599 durante la campaña de Robert Devereux, II conde de Essex en Irlanda, entre una fuerza inglesa dirigida por Sir Conyers Clifford y un contingente irlandés al mando de Red Hugh O'Donnell. Los ingleses fueron emboscados y derrotados mientras trataban de cruzar los Montes Curlew a través de un paso de montaña en las cercanías de Boyle, en el noroeste de Irlanda. Las pérdidas inglesas fueron elevadas, en tanto que las irlandesas, de las que no hay registro, fueron posiblemente mínimas.

## Antecedentes

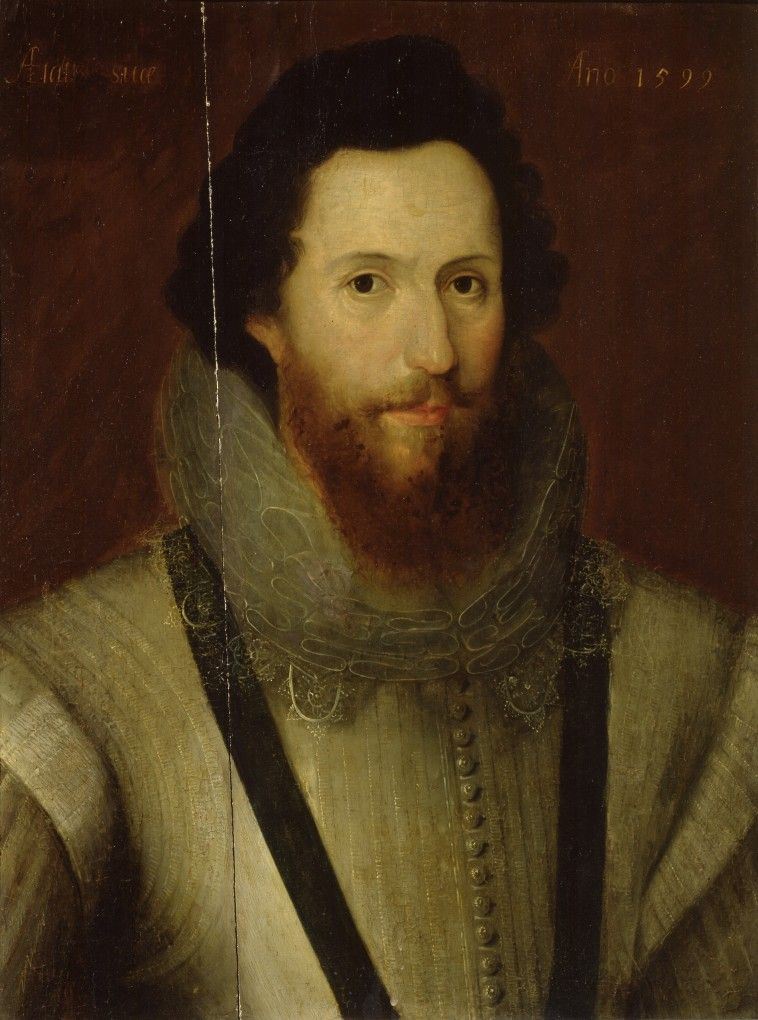
Robert Devereux, II conde de Essex.

En abril de 1599, el conde de Essex había desembarcado en Irlanda al frente de 17.000 hombres para sofocar la rebelión iniciada en el Ulster por Hugh O'Neill, conde de Tyrone y Red Hugh O'Donnell, señor de Tyrconnell, revuelta que se había extendido por todo el país. Con esta idea, Essex decidió apoyar a Sir Donogh O'Connor, (O'Connor Sligo) en su intento de recuperar los territorios que Red Hugh le había arrebatado en Sligo.
Sligo era un excelente centro de operaciones, situado tan sólo al 35 kilómetros de Ballyshannon, desde cuyo fuerte se controlaba el acceso occidental a las tierras de O'Donnell, en el actual condado de Donegal. Los consejeros militares ingleses ya habían insitido en la necesidad de capturar de este punto estratégico a los gobiernos de Dublín y Londres.
Para ello, Essex había organizado el traslado marítimo de tropas desde Galway, en una expedición en la que se encontraba Tibbot na Long Burke (hijo de Grace O'Malley). Estas tropas debían unirse a los hombres de O'Connor en Sligo para marchar sobre Ballyshannon. Sin embargo, O'Donell se anticipó al movimiento y puso sitio a O'Connor en Colloney Castle con 2.000 hombres, lo que obligó a Essex a alterar sus planes.
Ante esta situación, a Devereux no le quedó otra opción que enviar refuerzos a O'Connor, uno de los pocos jefes gaélicos que habían permanecido fieles a la corona. Ordenó al experimentado Conyers Clifford, acuartelado en Athlone, que se dirigiera a Colloney Castle para tratar de aliviar la situación de los sitiados. Clifford partió hacia Sligo al frente de 1.500 soldados de infantería y 200 caballeros. Con este movimiento, los ingleses esperaban también distraer la atención del otro jefe rebelde, O'Neill, e intentar así la penetración en el Ulster por la frontera sureste.
Entretanto, O'Donnel había dejado a su cuñado Niall Garbh O’Donnell sitiando a O'Connor con 300 hombres y enviado otros 600 a Sligo para tratar de evitar el desembarco de los refuerzos ingleses que venían con Tibbot na Long. Por su parte, él se dirigió a Dunavaragh, donde se reunió con los jefes locales Conor MacDermott y Brian Oge O'Rourke. Los tres jefes comenzaron a preparar una emboscada en las Curlew Mountains, siguiendo la línea de avance inglesa. O'Donnell ordenó talar árboles para dificultar el paso de los ingleses. Cuando las tropas inglesas llegaron al pueblo de Boyle, situó a parte de su ejército, armado con mosquetes, arcos y jabalinas a los lados de la ruta para hostigar a los ingleses, y dejó al grueso de sus tropas oculto tras la ladera de la montaña, armados con picas y hachas.

## La batalla

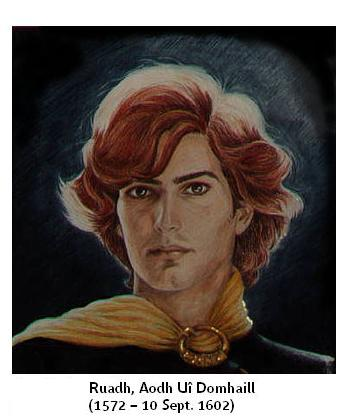
Red Hugh O'Donnell, comandante irlandés rebelde

Durante la época de la cosecha, las fuerzas de Clifford marcharon desde Athlone a través de Roscommon, Tulsk y Boyle. A las 4 de la tarde del 15 de agosto alcanzaron el pie de las Curlew Montains, que debían cruzar para llegar a Sligo. La expedición inglesa estaba mal abastecida y los hombres de Clifford, cansados y hambrientos, no estaban en condiciones de continuar. Pero Clifford había sido informado de que el paso estaba indefenso, por lo que decidió cruzarlo rápidamente, prometiendo a sus tropas una gran cena esa noche. Esto implicó no realizar la parada planificada para descansar en Boyle, con lo que el cansancio era aún mayor.
Al iniciar la subida, los ingleses se encontraron bajo el fuego enemigo entre Boyle y Ballinafad. Las barricadas fueron inmediatamente abandonadas por los irlandeses, pero, a medida que los ingleses ascendían, sus bajas aumentaban. La carretera estaba hecha de "piedras de seis o siete pies de ancho sobre el suelo, entre las que crecía el bog, y flanqueada por bosques. El fuego rebelde se hacía cada vez más intenso, estableciéndose un tiroteo durante aproximadamente hora y media, al final del cual la vanguardia inglesa se quedó sin pólvora.
El comandante de la vanguardia, Alexander Radcliffe, perdió el control de sus hombres. Presas del pánico, se dieron a la fuga, chocando contra la columna principal, que se rompió e inició la desbandada. El comandante inglés ordenó una carga con los piqueros que quedaban, pero fueron abatidos por los irlandeses. Con los ingleses en fuga, el grueso de los irlandeses, oculto tras la loma de la colina, los encerró e inició el combate cuerpo a cuerpo. Clifford trató de reorganizar a sus tropas, pero fue superado por las circunstancias. Consiguió no obstante mantenerse y luchar, y resultó muerto al ser atravesado por una pica. Pese a la derrota, el resultado pudo haber sido mucho peor de no ser por la actuación del comandante de la caballería, Sir Griffin Markham, que ordenó una carga montaña arriba -"entre rocas y bogs donde nunca había cargado un caballo- que consiguió contener el ataque irlandés.
Aunque la acción de la caballería permitió huir a muchos soldados, los hombres de Clifford fueron perseguidos hasta Boyle, donde encontraron refugio en la Abadía. En torno a 500 soldados resultaron muertos en la batalla. No quedó registro de las 
bajas irlandeses, pero fueron probablemente escasas, dada su situación protegida en la acción

## Consecuencias
El cadáver de Clifford fue decapitado y su cabeza enviada a O'Donnell, que había permanecido cerca, pero sin participar en la lucha. Mientras la cabeza era llevada a Collooney Castle a modo de amenaza, MacDermott llevó el cuerpo al monasterio de Lough Key, donde esperaba poder usarlo para liberar a sus propios prisioneros. Finalmente, fue enterrado en el monasterio, ya que Clifford había estado soñando recientemente con su propia captura por O'Donnel y con ser llevado por monjes a un convento.
O'Connor Sligo rindió el castillo poco después y se unió a los rebeldes, aunque de forma reluctante. Tras la victoria se produjo un notable incremento de deserciones irlandesas entre las tropas de Essex, y el conde dio orden al resto de sus tropas de mantener las posiciones.
La acción de Curlew Pass es un clásico ejemplo de emboscada irlandesa gaélica, similar a la Batalla de Glenmalure en 1580 o a la Batalla de Yellow Ford en 1598. Según los Anales de los cuatro maestros, la victoria fue lograda por la acción divina de la Virgen María más que por las armas. Pero Clifford se había mostrado demasiado confiado -un rasgo que Essex ya le había recriminado- y está claro que los comandantes ingleses tuvieron que aceptar por las malas la cada vez mayor efectividad de las tropas irlandesas
El secretario principal de la reina, Sir Robert Cecil, calificó la derrota (junto con la de Harrington en Wickow) como los dos peores golpes sufridos por los ingleses en Irlanda, y trató de culpar indirectamente a Essex. Esto permitió a O'Donnell y O'Neill asegurar su posición en Connacht, y convirtió en altamente improbable un ataque terrestre a través de Armagh, factor que pesó en la tregua firmada entre O'Neill y el conde de Essex al año siguiente.
En agosto de 1602, Curlew Pass fue nuevamente escenario de otra victoria irlandesa, la última victoria rebelde en la Guerra de los Nueve Años. El ejército inglés sufrió considerables pérdidas. Esta vez, las tropas irlandesas estaban dirigidas por Rory O'Donnell, hermano de Red Hugh O'Donnell y de O'Connor Sligo, que aportaba 400 mosqueteros.
En la actualidad, Curlew Pass está gobernado por la escultura de Maurice Harron "El jefe gaélico", inaugurada en 1999, en el 400 aniversario de la batalla.